# Сура Аль-Анам
Сура Аль-Анам (араб. سورة الأنعام) або Худоба — шоста сура Корану. Мекканська сура, що містить 165 аятів.
Пізня сура, більша частина якої викладена у зв’язному вигляді. У ній вчення ісламу протиставляється аравійському язичництву. Назва зумовлена суєвірними уявленнями доісламських часів, згідно з якими араби приносили у жертву тварин численним ідолам. 

## Короткий зміст
Пояснюється сутність Аллаха та спосіб, у який він себе відкриває. Також розкривається хибність та слабкість багатобожності (1-30).
Порожнеча життя у цьому світі протиставляється свідченню про чудесний божественний промисел Аллаха в усіх його творіннях. У нього ключі від невидимого та всіх таємниць, які може сприймати людина (31-60).
Божественний промисел Аллаха, його постійна опіка та керівництво вказують на те, що він є єдиним Богом. Саме це твердження відстоював Ібрагім у суперечках з язичниками (61-82).
Низка пророків після Ібрагіма зберігала живу істину Аллаха й привела до Корану (83-110).
Вперті та непокірні люди самі вводять себе в оману — слід їх уникати. Хоча вони і підтримують один одного, їх не мине заслужена кара (111-129).
Наперекір усім злочинам та забобонам нечестивих, замисел Аллаха здійсниться (130-150).
Краще рухатись прямим шляхом Аллаха, тим, що вказаний у Корані, в єдності, поклонінні та повній жертовності (151-165).